# Coming Up
Coming Up é o terceiro álbum de estúdio da banda Suede, lançado a 2 de Setembro de 1996.
O disco conta com os novos membros, Richard Oakes na guitarra e Neil Codling nos teclados.
O disco teve um enorme sucesso, tendo os cinco singles estado no top 10 e o disco chegou ao nº 1. A banda foi em torné pelos Estados Unidos e Canadá em Maio de 1997 para promover o disco, mas quase que cancelavam pois todo o seu equipamento foi roubado, após um concerto em Boston, Massachusetts a 17 de Maio desse ano.
De acordo com Nielsen SoundScan, o disco vendeu nos Estados Unidos cerca de 40 mil cópias no final de 2008.

## Faixas
Todas as faixas por Brett Anderson e Richard Oakes, exceto onde anotado.
1. "Trash" – 4:06
2. "Filmstar" – 3:25
3. "Lazy" (Anderson) – 3:19
4. "By the Sea" (Anderson) – 4:15
5. "She" – 3:38
6. "Beautiful Ones" – 3:50
7. "Starcrazy" (Anderson, Neil Codling) – 3:33
8. "Picnic by the Motorway" – 4:45
9. "The Chemistry Between Us" (Anderson, Codling) – 7:04
10. "Saturday Night" – 4:32

## Tabelas
Álbum
| Tabela (199) | Posição |
| ------------ | ------- |
| Heatseekers  | 17      |

## Créditos
| Críticas profissionais                                                      | Críticas profissionais |
| Avaliações da crítica                                                       | Avaliações da crítica  |
| Fonte                                                                       | Avaliação              |
| --------------------------------------------------------------------------- | ---------------------- |
| allmusic                                                                    | [ 6 ]                  |
| Esta tabela precisa de ser acompanhada por texto em prosa. Consulte o guia. |                        |

- Brett Anderson – Vocal
- Neil Codling – Teclados
- Simon Gilbert – Bateria
- Richard Oakes – Guitarra
- Mat Osman – Baixo